# 아나타한섬

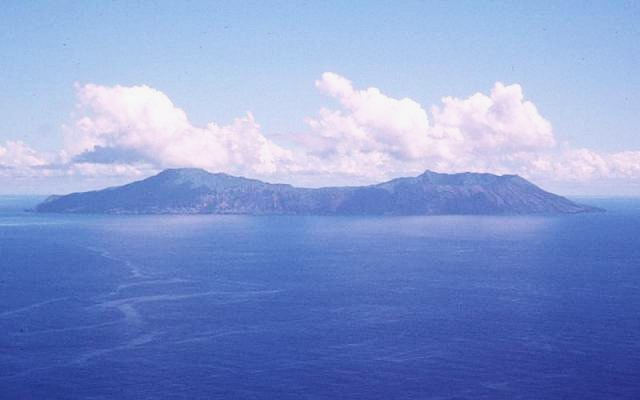

아나타한섬(영어: Anatahan)은 북마리아나 제도에 위치한 화산섬으로, 활화산이다. 이곳은 칼데라로, 그 안에 작은 분화구가 있는데 그 안에는 화구호가 존재한다. 이곳은 예전에도 분화를 하였으며, 지금은 분화를 멈추었다. 그러나 유황 연기가 나오기 때문에 활화산이다. 바닷속에서부터 솟아있다.

## 같이 보기
- 아나타한의 여왕사건
  - 아나타한 - 아나타한의 여왕사건을 바탕으로 만들어진 1953년 일본영화
  - 절해밀실(영어판) - 아나타한의 여왕사건을 모티브로 쓰여진 1998년 일본소설
  - 도쿄지마(일본어판) - 아나타한의 여왕사건을 모티브로 쓰여진 2008년 일본소설과 2010년 일본영화